# 3637 O'Meara
3637 O'Meara (1984 UQ) là một tiểu hành tinh vành đai chính được phát hiện ngày 23 tháng 10 năm 1984 bởi B. A. Skiff ở Flagstaff (AM).